# 埃溫頓 (印第安納州)
埃溫頓（英語：Ewington）是位於美國印第安納州第開特縣的一個非建制地區。該地的面積和人口皆未知。

## 地理
埃溫頓的座標為39°19′35″N 85°34′05″W / 39.32639°N 85.56806°W，而該地的平均海拔高度為268米（即879英尺）。